# Incontinencia fecal
La incontinencia fecal (IF) es la pérdida del control en la expulsión de las heces por el ano.   

El uso de pañales puede ser una buena solución para facilitar el día a día.

Entre las causas más comunes son lesiones inmediatas o diferidas del parto, las complicaciones de la cirugía por patología anorrectal previa (especialmente relacionadas con los esfínteres anales o a los paquetes vasculares hemorroidales) y los hábitos intestinales alterados (por ejemplo, causada por el síndrome del intestino irritable, la enfermedad de Crohn, la colitis ulcerosa, la intolerancia a los alimentos, o el estreñimiento con incontinencia por derramamiento). Se estima que el 2,2 % de las personas adultas se ven afectadas.
La incontinencia fecal tiene tres consecuencias principales: reacciones locales de la piel perianal y del trato urinario, incluyendo la maceración (ablandamiento y emblanquimento de la piel debido a la humedad continua), infecciones del trato urinario, o úlceras de decúbit (llagas de presión); un gasto financiero por el paciente (debido a coste de los medicamentos y productos para la incontinencia, y la pérdida de productividad), por los empleadores (días libres), y por las aseguradoras médicas y por la sociedad en general (los costes de atención de salud, paro); y una disminución asociada a la calidad de vida. Se reduce a menudo la autoestima, con sentimientos de vergüenza, humillación, depresión, requiriendo el paciente de organizarse la vida alrededor de un fácil acceso al cuarto de baño y teniendo que evitar actividades agradables. La IF es un ejemplo de una condición médica estigmatizada, que crea barreras para un tratamiento adecuado. El paciente puede sentirse demasiado avergonzado como para buscar ayuda médica, y trata de autogestionar el síntoma en secreto de los otros.
La IF es uno de los trastornos más debilitantes psicológicamente y socialmente por el individuo sano, pero en general es tratable. Por el tratamiento a menudo hace falta una combinación individualizada de medidas dietéticas, farmacológicas y/o quirúrgicas. Los profesionales de la salud están a menudo mal informados sobre las opciones de tratamiento, y pueden dejar de reconocer el impacto de la IF.